# ケーブルカー

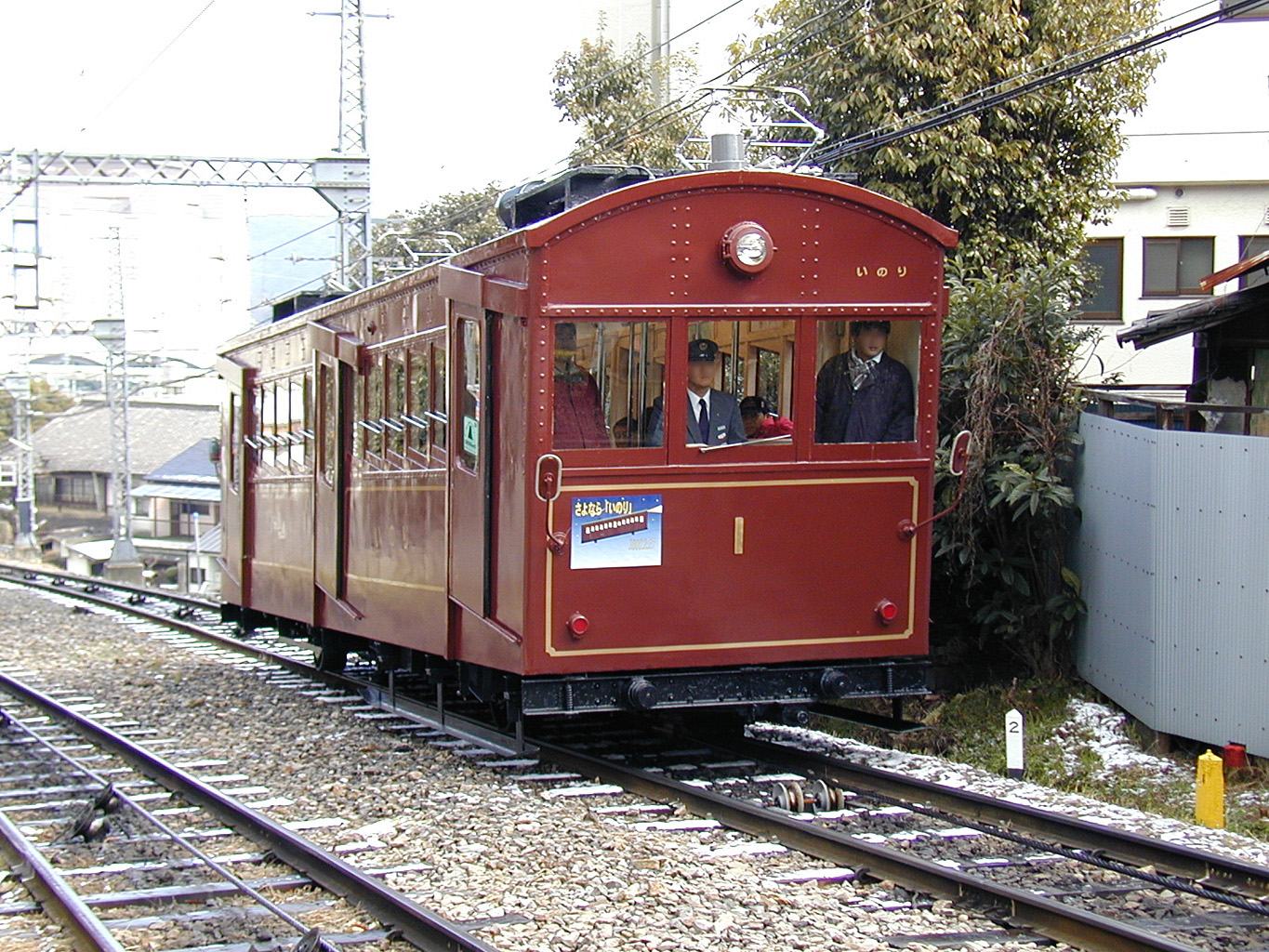
日本最初の営業用ケーブルカー生駒ケーブルコ1形

ケーブルカー（英: Cable railway）とは、山岳の急斜面などを、鋼索（ケーブル）が繋がれた車両をウインチ等で巻き上げて運転する鉄道である。鋼索鉄道（こうさくてつどう）ともいう。車両に動力を積まないため推進効率に優れており、近年では山岳地帯のみならず都市や空港等での輸送にも用いられる。

## 定義
一部ではロープウェイやゴンドラリフトなどの「普通索道」のことをケーブルカーということもあるが、日本では「鋼索鉄道」だけをケーブルカーと称することが一般的であり、本項でも鋼索鉄道についてのみ解説を行う。以下、単に「ケーブルカー」とある場合は「鋼索鉄道」のみを指す。日本のケーブルカーの多くは鉄道事業法による鉄道事業免許を受けているが、一部のケーブルカーは遊園地の遊具扱いであったり、旅館内のエレベーター扱いの場合もある。本項では基本的に日本のケーブルカーは鉄道事業法（旧地方鉄道法）に基づくものを扱うが、鉄道事業法に基づかなくても一般人が乗車できるケーブルカーについてはできるだけ列記する。

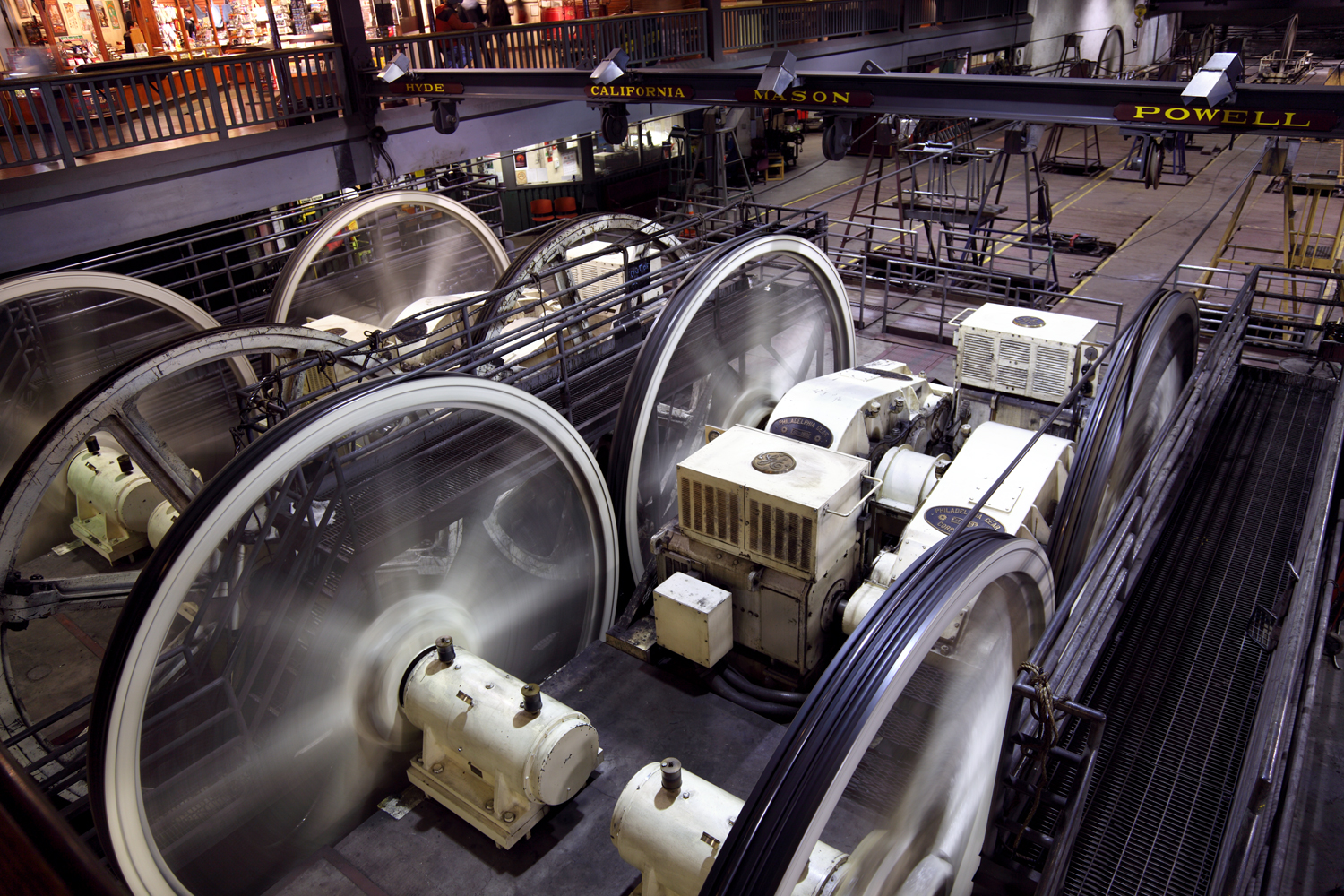
サンフランシスコ・ケーブルカー全路線のケーブルが集まる動力室。同所はケーブルカー博物館にもなっている。

英語で Cable car といえば、日本語と同様にケーブルカーやロープウェイを指すこともあるが、アメリカ英語では一般的にはサンフランシスコ・ケーブルカーに見られるような、軌道下で常に動いているケーブルを多数の車両が掴んだり放したりすることで動くシステムの「循環式ケーブルカー」を指し、日本で見られる二両が交互に上下する「交走式ケーブルカー」とは全くシステムが異なる。英語での交走式ケーブルカーは、イタリアヴェズヴィアナ鋼索線のフニコラーレを由来とするFunicular（フニクラー）と称することが一般的であり（関連項目：）、イギリス英語でのCable carはロープウェイを指す。

## 方式
方式としては主に以下のものがある。
交走式（つるべ式）
1本の長い鋼索（ケーブル）の両端に車両を繋ぎ、井戸の釣瓶のように一方の車両を電動機・変速機・巻上げ輪・制動装置で構成された巻上装置の操作により引き上げると、もう一方の車両が降りてくる方式。片方をカウンターウェイト（ダミーの重り）にして1両で運行しているものもある（例：鞍馬寺鞍馬山鋼索鉄道）。日本のケーブルカーは、カウンターウェイトを含む交走設備のない青函トンネル記念館青函トンネル竜飛斜坑線等を除いて現在はほとんどがこの方式である。
循環式
環状にした鋼索を車両から掴ませ、鋼索を循環させて車両を動かす方式。停止するときは鋼索を放す。複数の列車の運転や平坦地での運転もできる。アメリカ・サンフランシスコにあるサンフランシスコ・ケーブルカーはこの方式である。日本には現存しないが、1989年の横浜博覧会で登場した横浜エスケイの「動くベンチ」が循環式の鋼索鉄道として期間限定の鉄道事業法による鉄道事業免許を受けていたことがある。
複式単線式
交走装置の無い単線1線のみの線路の両側に鋼索を張り、単純な上下巻き上げのみを行って、1線1編成のみの車両を動かして運行する方式。北海道札幌市の藻岩山にあるミニケーブルカー「もーりすカー」に採用例がある。
交走式（つるべ式）のケーブルカーの軌道には単線交走式と複線交走式がある。複線交走式（複線二両交走式）は2つの車両（または2編成）がそれぞれ別の線路を昇り降りする。単線交走式のうち、2つの車両（または2編成）で運行する単線二両交走式では中間地点に車両の行き違いができるターンアウトを設けている。この線路の分岐部には可動部分がない。これは、車両の片側の車輪がフランジでレールを挟む溝車輪に、もう片方の車輪がフランジがない平車輪となっており、外部から操作することなく溝車輪の案内だけで自然に互いに別の線路を進むようになっているからである。（カール・ローマン・アプトの発明でアプトスイッチと呼ばれる）
なお、複線と称していても、必ずしも複線交走式ではなく、単線交走式を並べたもの（単線並列式）もある。近鉄生駒鋼索線の宝山寺線は2つの単線二両交走式のケーブルカーが並んでいる。
交走式ケーブルカーの線路は、最急勾配が山上側の終端付近に、最緩勾配が山下側の終端付近になるように建設するのが最適とされる。車両の停止も巻上装置の操作によって行われるため、停止位置に近づくにつれて抵抗が大きくなる線形であれば、停止操作をスムーズに行うことができる。これに従わない線形の場合、停止時の巻上機操作が難しくなる。
動力は多くが電力で巻上装置を動かす方式を採用しているが、車両に水タンクを積み、そこへ水を入れ水の重みで水を抜いたもう片方の車両を引き上げる方式もある。一両交走式の場合は片方は重りなので、水を抜いて重りより軽くなれば上昇、水を入れて重くなれば下降する。この水重力式は日本では鉄道事業法の適用を受けたものには例がないが、遊戯施設としては高知県安芸郡馬路村のものが存在する。
車両は外部から引っ張って運転するので動力のための電力の供給は必要ないが、車内照明や自動ドアなどのためにバッテリーや架線、第三軌条などで電力を供給している。パンタグラフがついている車両があるのはそのためである。架線を有する場合、架線が1本のみの場合と2本の場合(パンタグラフも横並びで2基搭載)がある。2本の場合、1本が電源供給用で、他の1本は通信用である。

また、戸閉機やブレーキの動力源として空気圧縮機や電動油圧ポンプを搭載している例もある。
車両の構造は、傾斜に対して床が水平になるよう、平行四辺形状の車両を用いて車内は階段状になっているか、客室の床と山麓側の車輪との間が大きく空いていることが多い。特殊な物では北海道札幌市・藻岩山ミニケーブルカー（もーりすカー）が、車台の左右に「∧」形の支柱を立てて間に梁を渡し、そこにゴンドラリフト搬器に似た形のキャビンを吊り下げたブランコのような構造で、これを前後方向に2基並べて車両を構成しており、どんな傾斜でもキャビン内が常に水平を保つ構造となっている。
車両の点検・整備のため、両終端駅構内の線路はピット構造となっている例が多い。車両に動力はないものの、急勾配で運転されることから、ケーブルの固定装置やブレーキ装置の点検・整備には、ケーブル自体や巻上機等とともに細心の注意が払われる。
ケーブルカーの軌間は、日本では他の鉄道と直通することがないため自由に決めることもできるが、枕木などの汎用品の利用で有利なことが多いため、JRなどと同じ1,067 mm軌間を採用しているものが多い。なお、世界では他の鉄道と直通する例としてイタリアのトリエステ市のトラムがあり、急勾配区間においてケーブルカーを補機として登坂している。

### 乗務員
交走式ケーブルカーの車両に乗務している乗務員は必ず前方に乗務している。そのうえ、乗務員がいる箇所には、一見自動車のハンドルのような円形や、クランク状のハンドルがあることも多い。このため、よく「運転士」と勘違いされるが、実際には「車掌」が前方確認のために前方に乗務しているものであり、「運転士」は山上側の駅にある運転室に詰めていて巻上装置を操作している。円形やクランク状をしたハンドルはブレーキ（留置中の転動防止用の手ブレーキで、線路内に倒木等の障害が発生した際の緊急停止用にも使用する）であり、自動車のサイドブレーキに該当する。ブレーキを空気圧、または油圧作動とした場合は、ハンドルに代えて小型の非常コックやペダルが乗務員席に配置される。ブレーキとしては他にケーブル切断または弛緩、過速度を検知して自動的に作動する非常ブレーキ機構を備えており、急斜面で暴走しても停止できるように楔状の制動子でレールをはさみ込む等の方式を取っている。乗務員席には他に運転所と連絡するための通信送受話器や照明スイッチ類、ブレーキに空気圧や油圧を用いる場合は空気圧計・油圧計、放送機器等が備えられている。

## インクライン
| 1940年（昭和15年）頃の蹴上インクライン |  | 馬路村のインクライン（2014年） |
| 1940年（昭和15年）頃の蹴上インクライン |  | 馬路村のインクライン（2014年） |

「ケーブルカー」の呼称は通常旅客営業を目的とする鋼索鉄道に対して用いられるが、産業用に建設された（貨物用の）鋼索鉄道を、通常インクライン（英語: Incline、傾斜鉄道）と称する。山岳地帯での材木の輸送、ダム工事現場での資機材の輸送などに多用される。
日本国内に現存する恒久施設としては黒部トンネル端部と黒部川第四発電所を結ぶ関西電力のインクラインや、高知県安芸郡馬路村や神奈川県愛甲郡愛川町・清川村の宮ヶ瀬ダムにある路線が知られる。日本国外では、アメリカ合衆国ペンシルベニア州南西部の都市ピッツバーグにある2本のインクラインが知られている。
日本国内において過去、最も知られた導入事例のひとつは1891年（明治24年）から1948年（昭和23年）まで運用された琵琶湖疏水のインクライン（蹴上インクライン・伏見インクライン）で、高低差がある水路間で船を往来させるため、蹴上インクラインでは京都市の南禅寺船溜と蹴上間の傾斜区間に軌道を敷設し、ワイヤーで牽引される「船受枠」という台車に船を載せ昇降させた。
なお、上記の馬路村のケーブルカーやピッツバーグのデュケイン・インクライン(Duquesne Incline)およびモノンガヘイラ・インクライン(Monongahela Incline)のように、産業用に建設されたインクラインを旅客用に転用したり、復元したりしたケースで「インクライン」の呼称がそのまま使用されることがある。また、インクラインは単線式や循環式が多いが、黒部川第四発電所のインクラインは一般的な旅客用ケーブルカーと同じ交走式で、客室キャビンが着脱式になっており、客室キャビンを取り外すと巨大な荷台が現れて大きな貨物の輸送ができるようになっている。

## 荷物用簡易リフト
貨物用の鋼索鉄道を、通常「インクライン」と称するが、より簡易・簡便に設置出来るものに、ケーブルカーと同じ原理の荷物用簡易リフトがある。ウインチ、ワイヤーロープ、ハシゴ状の金属製レールで構成され、法面に設置される。コンクリートブロック等の重量物の運搬や、高台にある住宅にガスボンベ等を運搬することに用いられる。通常、人の乗車は禁止される。ユニパー（株）等、数社が製造販売している。
- ウインチ巻き上げ式の荷物用簡易リフト（横須賀市）
- 簡易リフトの荷揚用台車（横須賀市）
- 同左
- ウインチ巻き上げ式の荷物用簡易リフト（相模原市）
- ウインチ巻き上げ式の荷物用簡易リフト（相模原市）

## 歴史
16世紀初頭には既にオーストリアのザルツブルクのライスツークで木製のレールを利用したケーブルカーが運行されていた記録がある。
19世紀前半にはイギリスの各地の鉱山では既に定置式蒸気機関を使用して鉱石や石炭の搬出に使用されており、1825年に開業したストックトン・アンド・ダーリントン鉄道でも路線の大部分は定置式蒸気機関でロープを巻き上げていた。
1869年7月2日にニューオーリンズでP・G・T・ボーリガードによって発明された頭上の循環するロープを掴んだり離したりすることで推進するケーブルカーが実演された。彼は1869年11月30日に特許を取得した。1880年、イタリア・ヴェスヴィオ山の登山鉄道「ヴェズヴィアナ鋼索線」が開通（1984年に廃線）。
現存する世界最古のケーブルカーは、サンフランシスコで1873年に建設されたケーブルカーである。急坂の多いサンフランシスコにおいて、技術者アンドリュー・スミス・ハレディーが馬車に代わる輸送機関として考案し、建設した。その後、急坂のある地域以外でも路面電車に相当する公共交通機関として全米、さらには米国外の主要都市に建設された。また、山岳における公共交通機関としても建設が進められていった。

### 日本

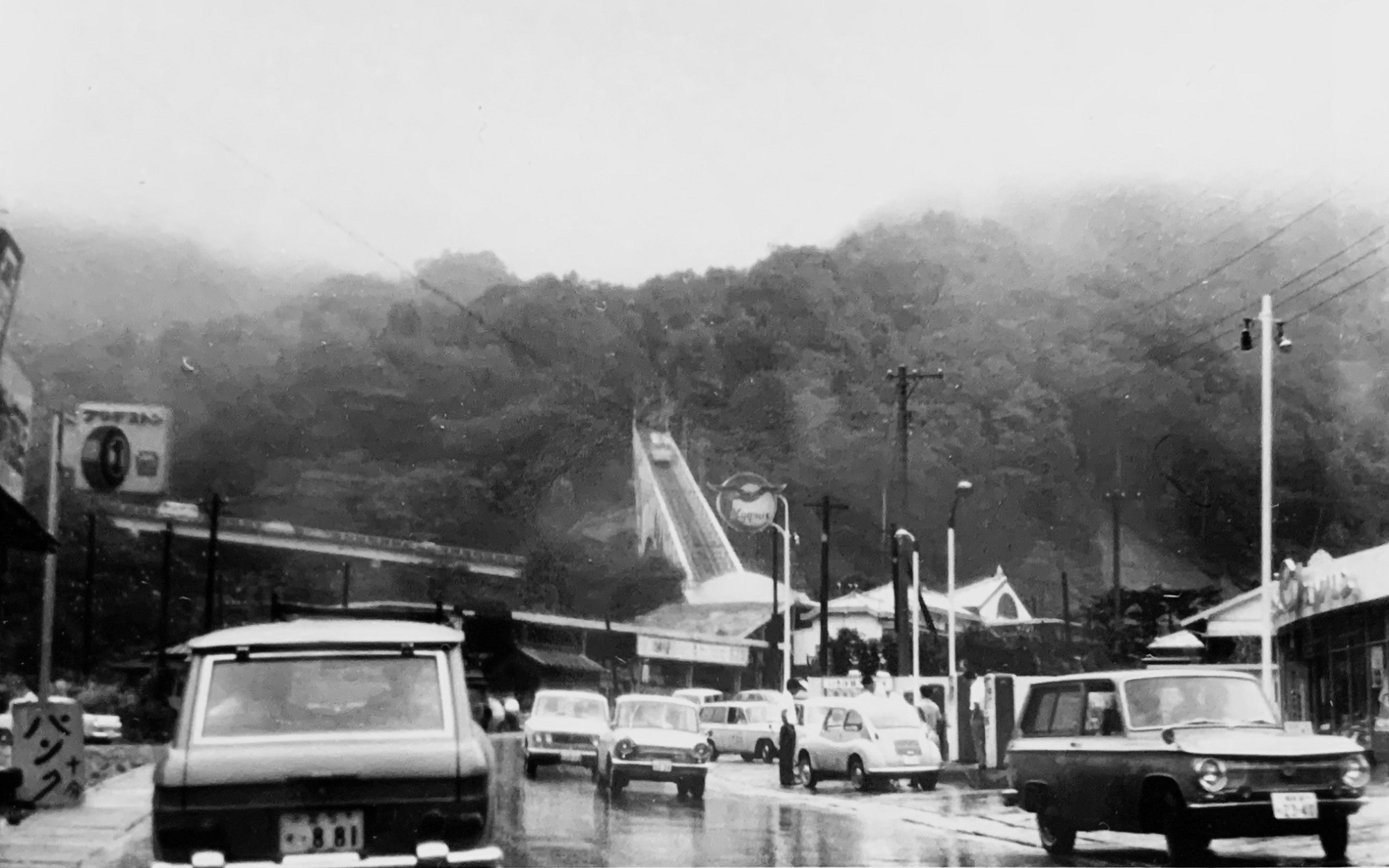
東武日光鋼索鉄道線馬返駅（1966年）

日本では1918年に開業した生駒鋼索鉄道（現在の近鉄生駒鋼索線）が最初のものである。大正時代末期から昭和時代初期にかけてロープウェイとともに全国各地に建設された。しかし昭和恐慌による観光需要の激減により新規建設は途絶え、さらに第二次世界大戦末期の戦局悪化により、もともと観光を目的としたものであったケーブルカー路線は大半が不要不急線に指定され、休止に追い込まれた。生き残ったものは山上にも町があり、観光以外の需要があるものだけだった。
戦後、1950年代頃から生活水準の回復・向上に伴い、観光需要が増加してきたため、不要不急線として休止されていた路線が復活したり、新規に路線が建設されたりした。しかし1970年代以降は、どのような地形でも建設できるうえに、土地買収が少なくて済み、環境破壊も少ないロープウェイが、新しく建設される登山用交通機関の主役となり、かつ国内観光需要が頭打ちとなったこともあり、ケーブルカーの新規建設は止まった。平成に入ると、モータリゼーションの進行（多くのケーブルカー路線は並行する観光登山道路がある）や国内観光需要の低下・観光スタイルが変化してきたこと（以前多かった寺社観光が減少したため、山上の寺社参拝のための路線が影響を受けている例など）などから利用客が減少するようになった。また、ロープウェイと異なり、現在は日本ではケーブルカーの量産や新規設計は行われていないために、古い設備の更新には多大の資金が必要であることもあり、外国から設備を輸入して更新した例もあるが、逆に資金負担に耐えられずに路線が廃止されたところもある。
かつては、旅館内に敷設されたケーブルカーの一部にも地方鉄道法に基づく正式な鉄道扱いのものがあったが、現在では長大なエレベーターやエスカレーターが設置可能になったこともあり、すべて廃止されている。鉄道扱いでないものは今でも各地に現存しているが、それも次第に傾斜地用のモノレール（スロープカー）で置換される傾向にある。

## 新交通システムとして
1873年にサンフランシスコでアンドリュー・スミス・ハリディによって馬車鉄道の代替として開発され、19世紀末から20世紀初頭の都市交通機関としてアメリカ合衆国で使用された。当時はまだ路面電車に使用されるような小型高出力の電動機がまだ充分ではなかったのでパワーステーションと呼ばれる据え置き式の(蒸気機関で作動する)巻き上げ機を使用するケーブルカーが有効だったという背景がある。高性能の路面電車の普及によりそれらの都市交通としてのケーブルカーは大半が20世紀初頭に運行を終えている。
近距離輸送の分野において比較的簡略な車両や設備で自動運行できる為、近年では新交通システムの一環である水平エレベーターとしての需要が高まりつつある。
ミニメトロやケーブル・ライナーや国内でもかつて運行されていた横浜博覧会のSKシステムや広島市安芸区の懸垂式モノレールであるスカイレール、空気浮上式の成田空港第2ターミナルシャトルシステムのような例もある。

### 利点
- 車両に動力を搭載しない為、車両が簡略、軽量化できる。
- 車両が自走しない為、車輪の磨耗が動力車両と比較して抑えられる。
- 従来のケーブルカー同様、構造上、無人運転に適する。

### 欠点
- 構造上追い越しが困難
- 地上設備が複雑
- 短距離かつ利用客が多い場合、混雑や待ち時間が生じる[15]

## 日本における営業路線一覧

### 鉄道事業法に基づくもの
鉄道事業法に基づく日本のケーブルカー営業路線は下記の通りである。
- 休廃止年・再開年については、設備更新工事や災害による1年未満の短期間の運休を含まない。

| 山名等               | 事業者名           | 路線名                   | 旅客案内上の名称           | 軌間 (mm) | 全長 (m) | 最大勾配 | 最小勾配 | 高低差 (m) | 開業年 | 備考                                                        |
| -------------------- | ------------------ | ------------------------ | -------------------------- | --------- | -------- | -------- | -------- | ---------- | ------ | ----------------------------------------------------------- |
| 青函トンネル体験坑道 | 青函トンネル記念館 | 青函トンネル竜飛斜坑線   | 竜飛斜坑線                 | 914       | 778      | 250‰     | 250‰     |            | 1988年 | 交走設備なし、全線地下路線 施設内路線                       |
| 筑波山               | 筑波観光鉄道       | 筑波山鋼索鉄道線         | 筑波山ケーブルカー         | 1,067     | 1,634    | 358‰     | 207‰     | 495        | 1925年 | 1944年廃止、1954年再開                                      |
| 高尾山               | 高尾登山電鉄       | 高尾鋼索線               | 高尾山ケーブルカー         | 1,067     | 1,020    | 608‰     | 105‰     | 271        | 1927年 | 1944年休止、1949年再開                                      |
| 御岳山               | 御岳登山鉄道       | （路線名称なし）         | 御岳山ケーブルカー         | 1,049     | 1,107    | 470‰     | 250‰     | 424        | 1934年 | 1944年休止、1951年再開                                      |
| 箱根山               | 小田急箱根         | 鋼索線                   | 箱根登山ケーブルカー       | 983       | 1,240    | 200‰     | 126‰     | 209        | 1921年 | 中間駅4駅あり 1923年休止、1925年再開 1944年休止、1950年再開 |
| 大山                 | 大山観光電鉄       | 大山鋼索線               | 大山ケーブルカー           | 1,067     | 786      | 477‰     | 258‰     | 278        | 1931年 | 中間駅1駅あり 1944年廃止、1965年再開                        |
| 十国峠               | 十国峠             | 十国鋼索線               | 十国峠パノラマケーブルカー | 1,435     | 317      | 408‰     | 233‰     | 101        | 1956年 | 2021年11月までは伊豆箱根鉄道が運営                          |
| 立山（黒部平）       | 立山黒部貫光       | 鋼索線                   | 黒部ケーブルカー           | 1,067     | 828      | 587‰     | 407‰     | 373        | 1969年 | 全線地下路線                                                |
| 立山（美女平）       | 立山黒部貫光       | 鋼索線                   | 立山ケーブルカー           | 1,067     | 1,366    | 560‰     | 334‰     | 487        | 1954年 |                                                             |
| 比叡山（延暦寺）     | 比叡山鉄道         | 比叡山鉄道線             | 坂本ケーブル               | 1,067     | 2,025    | 333‰     | 170‰     | 484        | 1927年 | 中間駅2駅あり 1945年休止、1946年再開                        |
| 比叡山（延暦寺）     | 京福電気鉄道       | 鋼索線                   | 叡山ケーブル               | 1,067     | 1,458    | 530‰     | 215‰     | 561        | 1925年 | 1944年休止、1946年再開                                      |
| 鞍馬山               | 鞍馬寺             | 鞍馬山鋼索鉄道           | 鞍馬山ケーブル             | 800       | 207      | 499‰     | 499‰     | 89         | 1957年 | 軌道下にカウンターウェイト設置 施設内路線                   |
| 男山（石清水八幡宮） | 京阪電気鉄道       | 鋼索線                   | 石清水八幡宮参道ケーブル   | 1,067     | 411      | 206‰     | 203‰     | 82         | 1926年 | 1944年廃止、1955年再開                                      |
| 傘松展望台           | 丹後海陸交通       | 天橋立鋼索鉄道           | 天橋立ケーブル             | 1,067     | 391      | 461‰     | 78‰      | 115        | 1927年 | 1944年廃止、1951年再開                                      |
| 生駒山               | 近畿日本鉄道       | 生駒鋼索線               | 生駒ケーブル 宝山寺線      | 1,067     | 948      | 227‰     | 83‰      | 146        | 1918年 | 単線並列による2系統からなる 1944年単線化、1953年再複線化    |
| 生駒山               | 近畿日本鉄道       | 生駒鋼索線               | 生駒ケーブル 山上線        | 1,067     | 1,124    | 333‰     | 256‰     | 322        | 1929年 | 中間駅2駅あり 1944年休止、1945年再開                        |
| 高安山               | 近畿日本鉄道       | 西信貴鋼索線             | 西信貴ケーブル             | 1,067     | 1,263    | 480‰     | 170‰     | 354        | 1930年 | 1944年休止、1957年再開                                      |
| 六甲山               | 神戸六甲鉄道       | 六甲ケーブル線           | 六甲ケーブル               | 1,067     | 1,764    | 498‰     | 238‰     | 493        | 1932年 | 1944年休止、1945年再開                                      |
| 摩耶山               | こうべ未来都市機構 | 摩耶ケーブル線           | 摩耶ケーブル               | 1,067     | 964      | 547‰     | 208‰     | 312        | 1925年 | 1944年休止、1955年再開 1995年休止、2001年再開               |
| 高野山（金剛峯寺）   | 南海電気鉄道       | 鋼索線                   | 高野山ケーブル             | 1,067     | 864      | 563‰     | 274‰     | 329        | 1930年 |                                                             |
| 五剣山               | 四国ケーブル       | （路線名称なし）         | 八栗ケーブル               | 1,067     | 684      | 288‰     | 181‰     | 167        | 1931年 | 1944年休止、1964年再開                                      |
| 皿倉山               | 皿倉登山鉄道       | 帆柱ケーブル線           | 皿倉山ケーブルカー         | 1,067     | 1,191    | 528‰     | 206‰     | 441        | 1957年 |                                                             |
| 別府ラクテンチ       | ラクテンチ         | 別府ラクテンチケーブル線 | ラクテンチケーブル         | 1,067     | 253      | 558‰     | 480‰     | 122        | 1929年 | 1944年休止、1950年再開                                      |

勾配（‰）の小数点以下は四捨五入

### 鉄道事業法に基づかないもの
昇降機、遊戯施設などとして扱われている、鉄道事業法によらない日本のケーブルカー路線は下記の通りである。
- 一般に乗車可能な機会があるものを記載している。
- 「リフトカー」や「エレベーター」等と自ら称しているものは除く。

| 路線                              | 所在地                       | 事業者                       | 方式                 | 軌間 (mm) | 全長 (m) | 最大勾配    | 最小勾配    | 高低差 (m) | 備考 |
| --------------------------------- | ---------------------------- | ---------------------------- | -------------------- | --------- | -------- | ----------- | ----------- | ---------- | --- |
| もいわミニケーブルカー            | 北海道札幌市中央区伏見５丁目 | 株式会社札幌振興公社         | 鉄輪式（複式単線式） |           | 224      |             |             | 73         | ゴンドラリフト搬器に似た形状の定員30人キャビン2基を支柱上部から吊り下げて常に水平を保つタイプのケーブルカー。山頂 - 山麓停留場間を1編成・1線のみで単純往復するタイプで、世界初の駆動形式を持つミニケーブルカーと称されている。通称「もーりすカー」 |
| 景風流の宿かのうや                | 群馬県渋川市伊香保町伊香保   | 合資会社叶屋旅館             | ゴムタイヤ式         |           | 37       | 40度 (840‰) | 40度 (840‰) |            | 宿泊者が利用可能 |
| 宮ヶ瀬インクライン                | 神奈川県愛甲郡愛川町半原     | （財）宮ヶ瀬ダム周辺振興財団 | ゴムタイヤ式         | 1,600     | 216      | 35度 (700‰) | 31度 (600‰) | 121        | 月曜運休・単線並列 |
| 黒部インクライン 黒部川第四発電所 | 富山県黒部市                 | 関西電力株式会社             | 鉄輪式               | 2,000mm   | 815m     | 34度(675‰)  | 34度(675‰)  | 456m       | 2024年から旅行商品化される「黒部宇奈月キャニオンルート」に参加すれば乗車可能。 2023年までは黒部ルート見学会に当選すれば無料で乗車可能だった |
| レインボーライン山頂公園ケーブル  | 福井県三方上中郡若狭町気山   | 株式会社レインボーライン     | 鉄輪式               |           |          |             |             |            | 山頂公園入場料を支払えば乗車可能 |
| 菱野温泉 常盤館                   | 長野県小諸市菱平             | 菱野温泉 常盤館              | 鉄輪式               |           | 130      |             |             | 50         | 宿泊者・日帰り入浴利用者が利用可能 |
| 伊東温泉 陽気館                   | 静岡県伊東市末広町           | 株式会社陽気館               | 鉄輪式               |           |          | 30          | 45          |            | 宿泊者・日帰り入浴利用者が利用可能 |
| 大滝鍾乳洞                        | 岐阜県郡上市八幡町安久田     | 郡上観光株式会社             | 鉄輪式               |           |          |             |             |            | 鍾乳洞入坑用・単線並列・帰路の利用は不可 |
| 湯の山温泉 希望荘                 | 三重県三重郡菰野町千種       | 株式会社希望荘               |                      |           |          |             |             |            | 宿泊者・日帰り入浴利用者が利用可能 |
| 紀三井寺                          | 和歌山県和歌山市紀三井寺     | 宗教法人護国院               | 鉄輪式               | 1,600     | 87       |             |             | 31         | 上り：紀三井寺参拝料及びケーブルカー料金を支払えば乗車可能 下り：ケーブルカー料金を支払えば乗車可能 |
| ホテル祖谷温泉                    | 徳島県三好市池田町松尾松本   | 祖谷渓温泉観光株式会社       | ゴムタイヤ式         |           | 250      | 42度 (900‰) | 42度 (900‰) | 170        | 宿泊者・日帰り入浴利用者が利用可能 |
| 新祖谷温泉 ホテルかずら橋         | 徳島県三好市西祖谷山村善徳   | 株式会社谷口兄弟商会         | ゴムタイヤ式         |           |          |             |             |            | 宿泊者・日帰り入浴利用者が利用可能・和風車両 |
| 馬路村インクライン                | 高知県安芸郡馬路村馬路       | 馬路森林鉄道を走らす会       | ゴムタイヤ式         |           | 92       | 34度 (675‰) | 34度 (675‰) | 50         | 夏期を除き週末のみ運行・水力式・ブレーキはリッゲンバッハ式ラックレール利用 |

### 廃止
鉄道事業法（または旧・地方鉄道法）に基づいていた日本のケーブルカーの廃止路線は下記の通りである。休止・廃止日は最終営業日の翌日。後継会社による場合を含め後に復活したものは除く。
- 三重交通 鋼索線（旧・朝熊登山鉄道）- 1925年8月26日開業。1944年1月11日休止（当時神都交通）[注釈 3]。1962年7月15日廃止。
  - 最大斜度652‰。営業していた当時は東洋一の急勾配だった。現在でも鉄道事業法によるものとしては史上最急勾配である。
- 愛宕山鉄道 鋼索線 - 1929年7月25日開業。1944年2月11日廃止[注釈 3]。
  - 全長2.13 kmで日本国内では史上最長だった。
- 妙見鋼索鉄道 上部線 - 1925年8月1日開業。1944年2月11日廃止[注釈 3]。
  - 廃線跡は妙見の森リフトに転用。主な機器は十国峠十国鋼索線に流用。
- 箸蔵登山鉄道 - 1930年6月18日開業。1944年2月11日廃止[注釈 3]。
  - 廃線跡は箸蔵山ロープウェイに転用されたが、1998年のリニューアルでルートが一部変わった。
- 中国稲荷山鋼索鉄道 - 1929年2月9日開業。1944年6月1日廃止[注釈 3]。
- 伊香保ケーブル鉄道 - 1929年9月6日開業。1944年2月11日休止[注釈 3]、1961年8月13日再開。1966年7月10日休止[注釈 6]、1966年12月19日廃止。
- 赤城登山鉄道 - 1957年7月21日開業。 1967年11月5日休止[注釈 6]、1968年6月1日廃止。
- 東武鉄道 日光鋼索鉄道線 - 1932年8月28日開業。1970年4月1日廃止[注釈 6]。
- なかや旅館〔現在の玄妙庵〕（玄妙遊園ロマンスカー） - 京都府宮津市（天橋立）
  - 旅館玄妙庵の施設内路線（浦島 - 乙姫間 0.1 km）。
  - 1950年頃までに運行開始、なかや旅館により1952年5月16日地方鉄道免許取得、書類上は1960年2月5日開業。道路整備に伴い1968年度休止、1971年12月31日廃止[18][19]。
- 浦島観光〔現在のホテル浦島〕（狼煙山ケーブルカー） - 和歌山県東牟婁郡那智勝浦町（南紀勝浦温泉）
  - 狼煙半島にあるホテル浦島の施設内路線（赤島 - 狼煙山間 0.1 km）。
  - ホテルの経営主体である浦島温泉より1961年8月開業[20]。同区間を結ぶエレベーターの完成により、1976年4月1日廃止。
  - 廃線跡にはエスカレーターが設置された[19]。
- 兵衛旅館〔現在の兵衛向陽閣〕（兵衛旅館鋼索鉄道） - 兵庫県神戸市（有馬温泉）
  - 有馬温泉の温泉旅館である兵衛向陽閣の施設内路線（萬年 - 蓬莱 - 向陽間 0.1 km）。
  - 旅館の経営主体である兵衛旅館により1960年3月開業。施設の全面改修工事に伴い、1980年3月21日廃止。
  - 廃線跡の一部は旅館の緊急避難路に転用された[19]。
- 和歌山観光〔旅館二の丸（廃業）〕（新宮観光リフトカー） - 和歌山県新宮市（新宮城跡）
  - 新宮城跡にあった旅館二の丸の施設内路線（丹鶴 - 二の丸間 0.1 km）。
  - 旅館の経営主体であった新宮観光により1954年8月開業。1964年に近鉄観光に吸収合併の後、1976年に和歌山観光に譲渡。1980年に旅館二の丸が閉鎖されたことに伴い、以降は実質的に運休状態となる。1981年10月に正式に休止路線となり、1994年1月25日廃止[19]。
- 近畿日本鉄道 東信貴鋼索線（東信貴ケーブル） - 1922年5月16日開業。1983年9月1日廃止[注釈 7]。
- 大阪観光 箕面鋼索鉄道（箕面温泉ケーブルカー） - 大阪府箕面市（箕面温泉）
  - 箕面温泉スパーガーデンの施設内路線（山下 - 山上間 0.1 km）。
  - 施設の経営主体である大阪観光により1965年10月1日開業。老朽化および展望エレベーターへの移行のため、1993年4月4日休止、1993年7月30日廃止。
  - 他の旅館内の施設内路線が定員10名程度の車両で運行されたのに対し、本路線は定員が31名であり旅館内の施設内路線としては比較的大型の車両で運行された[19]。
- 屋島登山鉄道 屋島ケーブル - 1929年4月21日開業。1944年2月11日休止[注釈 3]、1950年4月16日再開。2004年10月16日休止[注釈 6]、2005年8月31日廃止。
- 伊豆箱根鉄道 駒ヶ岳鋼索線（駒ヶ岳ケーブルカー） - 1957年11月16日開業。2005年9月1日廃止[注釈 6]。
- 能勢電鉄 鋼索線（妙見の森ケーブル） - 1925年8月1日開業。1944年2月11日廃止[注釈 3]。1960年4月22日再開。2023年12月4日廃止[21][注釈 6]。
  - 1944年2月11日廃止までは妙見鋼索鉄道下部線。
  - 能勢妙見堂のある妙見山への路線（黒川 - ケーブル山上間 0.6 km（666 m））。
  - 鋼索鉄道としては珍しい軌間1,435 mmの標準軌の路線であった。最大勾配424‰、最小勾配151‰で、高低差は229 m。

### 期間限定で運行
鉄道事業法の期間限定営業免許に基づき、期間を限定して運行された日本のケーブルカーの廃止路線は下記の通りである。休止・廃止日は最終営業日の翌日。
- 横浜エスケイ[注釈 8] 「動くベンチ」 - 神奈川県横浜市（横浜みなとみらい21地区） 1989年3月25日開業、同年10月2日廃止。
  - 1989年に開催された横浜博覧会会期中のみの期間限定運行であり、鉄道事業法の期間限定営業免許に基づく鋼索鉄道路線（桜木町ゲート - フェスティバル広場間 0.7 km（651 m））。勾配のある路線を走行する一般的なケーブルカーではなく、平面上の路線。詳細はSKシステムおよび横浜博覧会#会場内を参照のこと[14][22]。

### 未成
- 札幌鋼索鉄道 - 北海道 円山 (札幌市) 1935年却下
- 中宮祠電力 - 栃木県 1922年4月免許[23] 1926年5月起業廃止許可[24]
  - 社長の植竹龍三郎はかわりに日光登山鉄道株式会社を設立した。詳細は東武日光鋼索鉄道線#歴史を参照のこと。
- 金山鋼索鉄道 - 群馬県新田郡太田町 金山（かなやま） 山下 - 山上間 1927年6月免許[25] 1929年6月失効[26]
- 秩父鉄道 大滝鋼索線 - 埼玉県秩父郡大滝村 1927年12月免許[27] 1930年12月失効[28]
- 三原山登山鉄道 - 東京府（伊豆大島） 1933年12月免許[29] 1935年7月失効[30]
- 道了鋼索鉄道 - 神奈川県 1928年8月免許（大雄鋼索鉄道）[31] 1931年11月失効[32]
- 金華山登山鉄道 -岐阜県 金華山 1912年11月免許 1914年9月失効
  - 「金華登山鉄道」とは別計画
- 金華登山鉄道 - 岐阜県 金華山 1928年1月免許 1930年9月失効
  - 「金華山登山鉄道」とは別計画
- 夢香山鋼索鉄道 - 石川県 卯辰山 1931年却下
- 柳谷登山鉄道 - 京都府 楊谷寺 1922年12月免許 1935年5月失効
- 有馬電気鉄道 - 兵庫県 布引山嶺 1901年7月免状申請取消
- 稲荷山観光ケーブル - 岡山県岡山市 最上稲荷 1961年7月免許 1966年11月失効
- 眉山登山鉄道 - 徳島県徳島市 1934年2月免許[33] 1935年7月失効[34]
- 中津峰登山鉄道 - 徳島県勝浦郡多良村 1933年8月免許[35] 1935年9月失効[36]
- 松山城鉄道 - 愛媛県松山市 1927年12月免許[37] 1930年9月失効[38]
- 高良登山鉄道 - 福岡県三井郡柳井町 高良山 山下-山上間 1928年10月免許[39] 1930年8月失効[40]
- 別府ケーブル鉄道 - 大分県別府市-大分郡八幡村間 1926年2月18日免許[41] 1928年失効[42]
  - 本社は東京市赤坂区青山南町。発起人筆頭は半田貢。

## ギャラリー
鉄道事業法に基づくもの

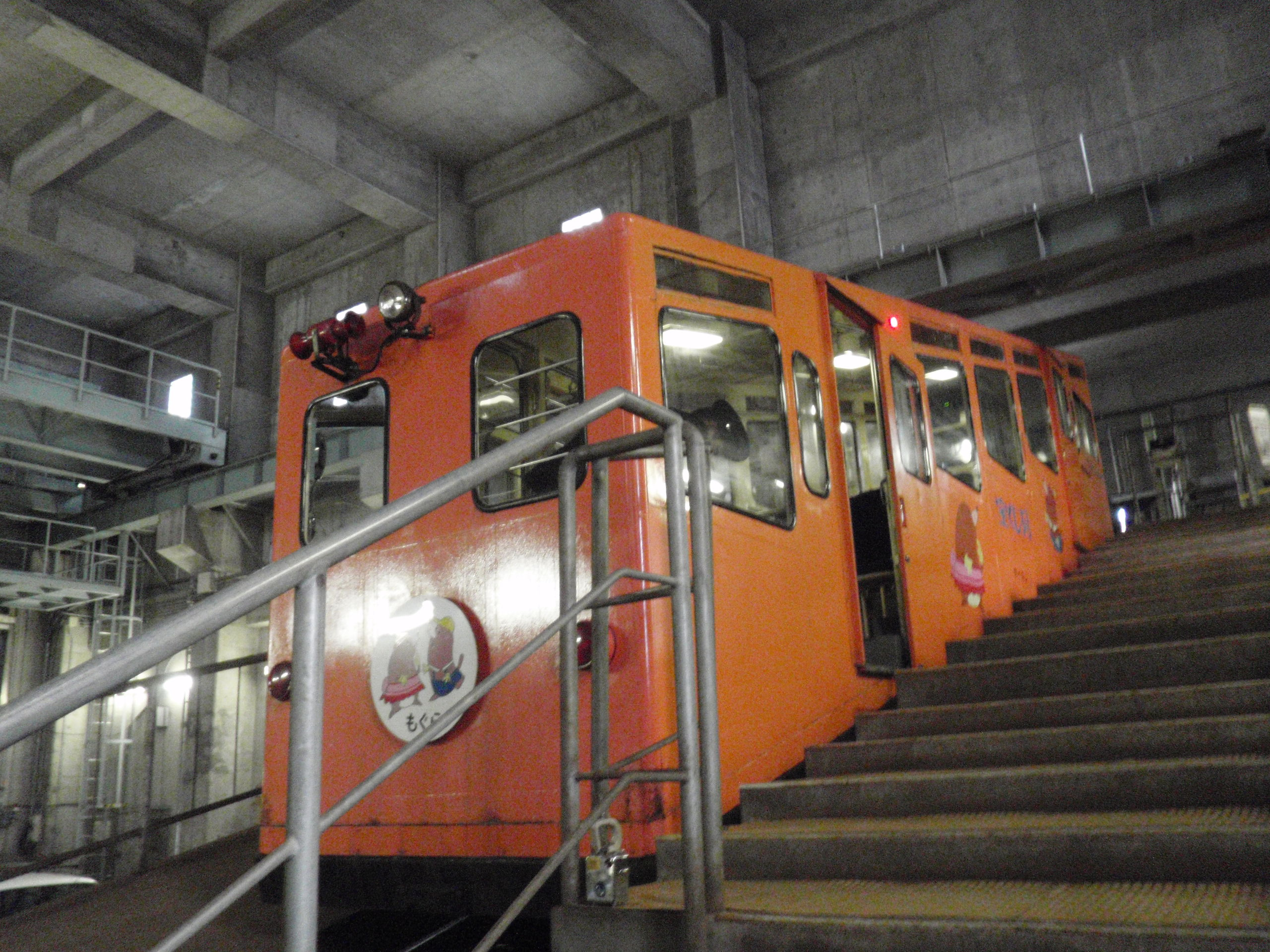
青函トンネル記念館駅の「もぐら号」
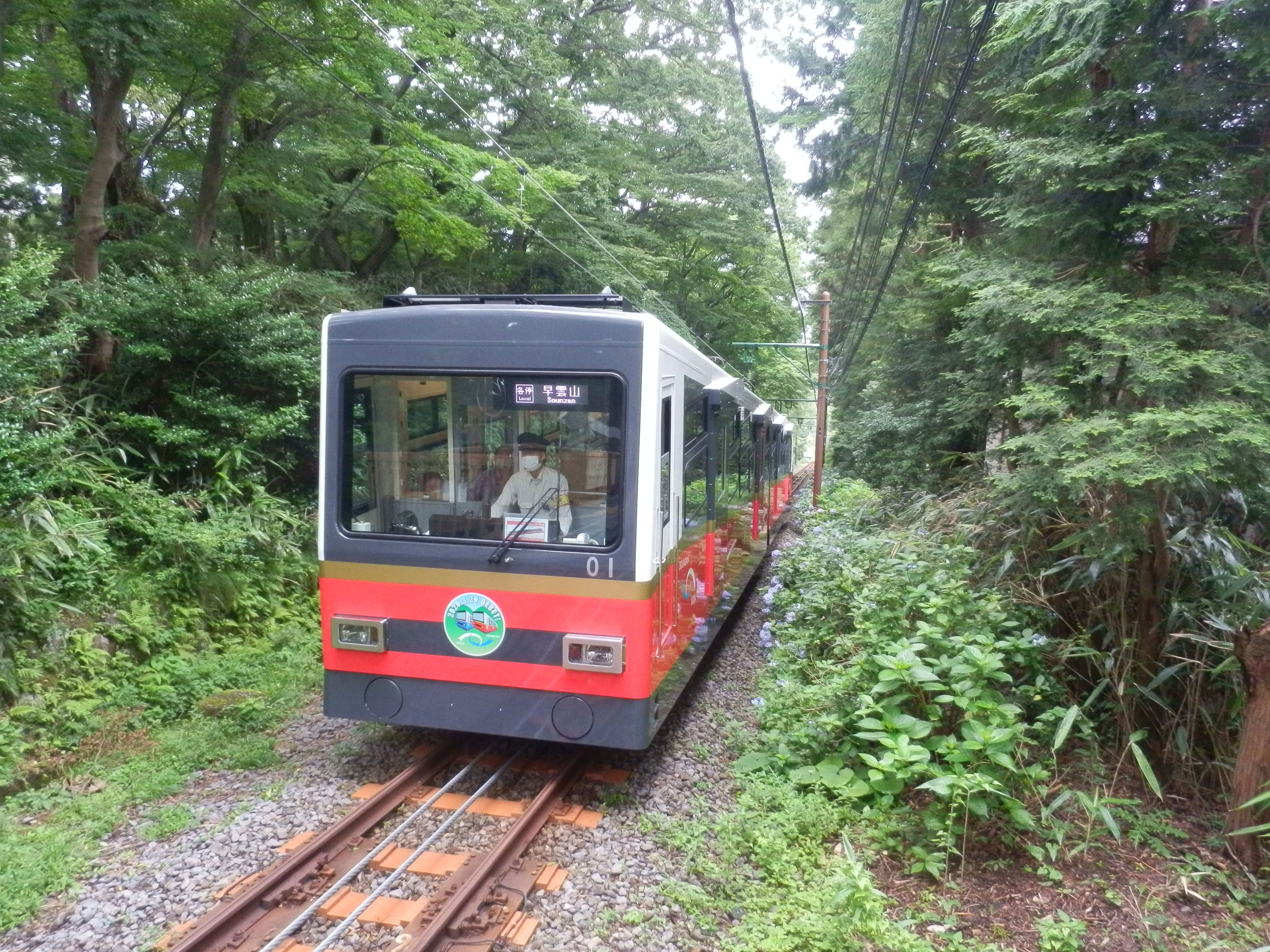
箱根登山ケーブルカー
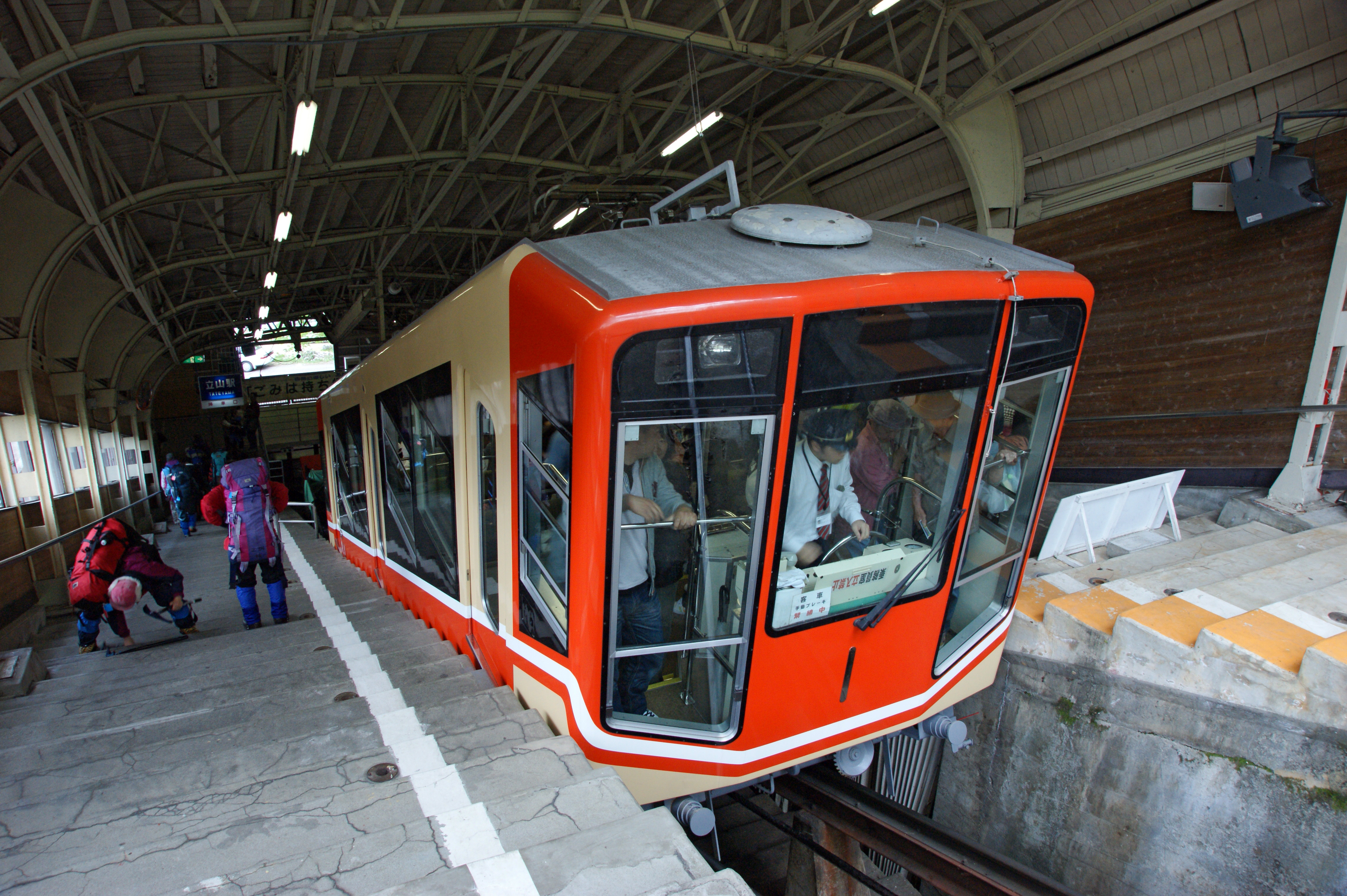
立山ケーブルカー
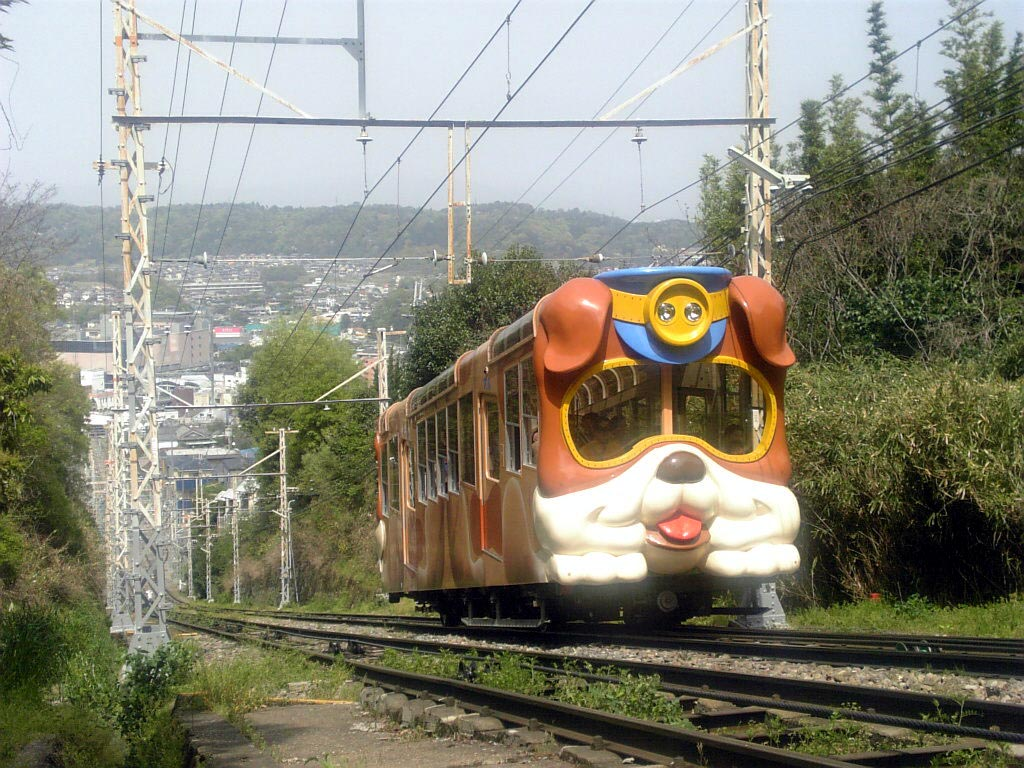
近鉄生駒鋼索線宝山寺1号線「ブル」
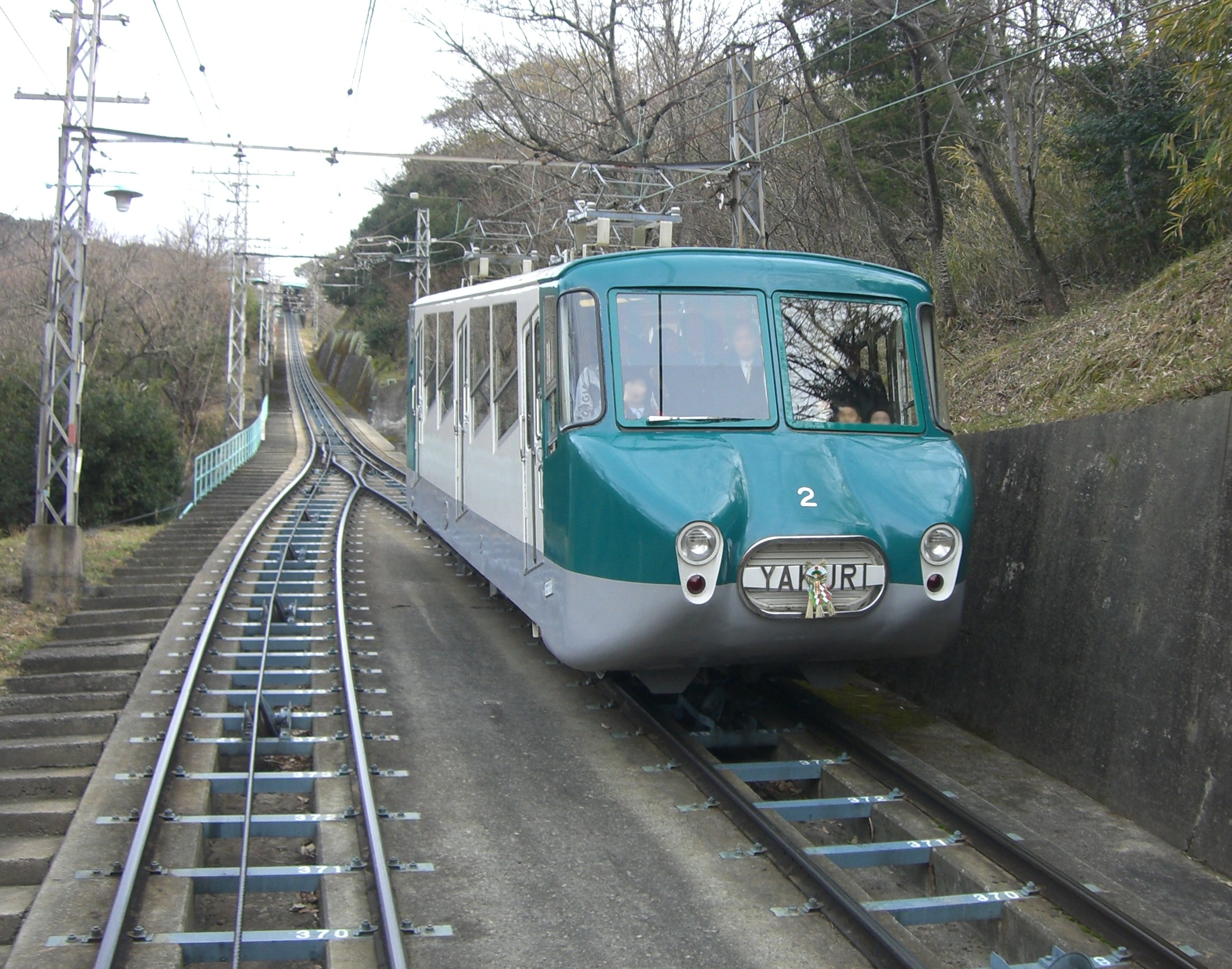
八栗ケーブル
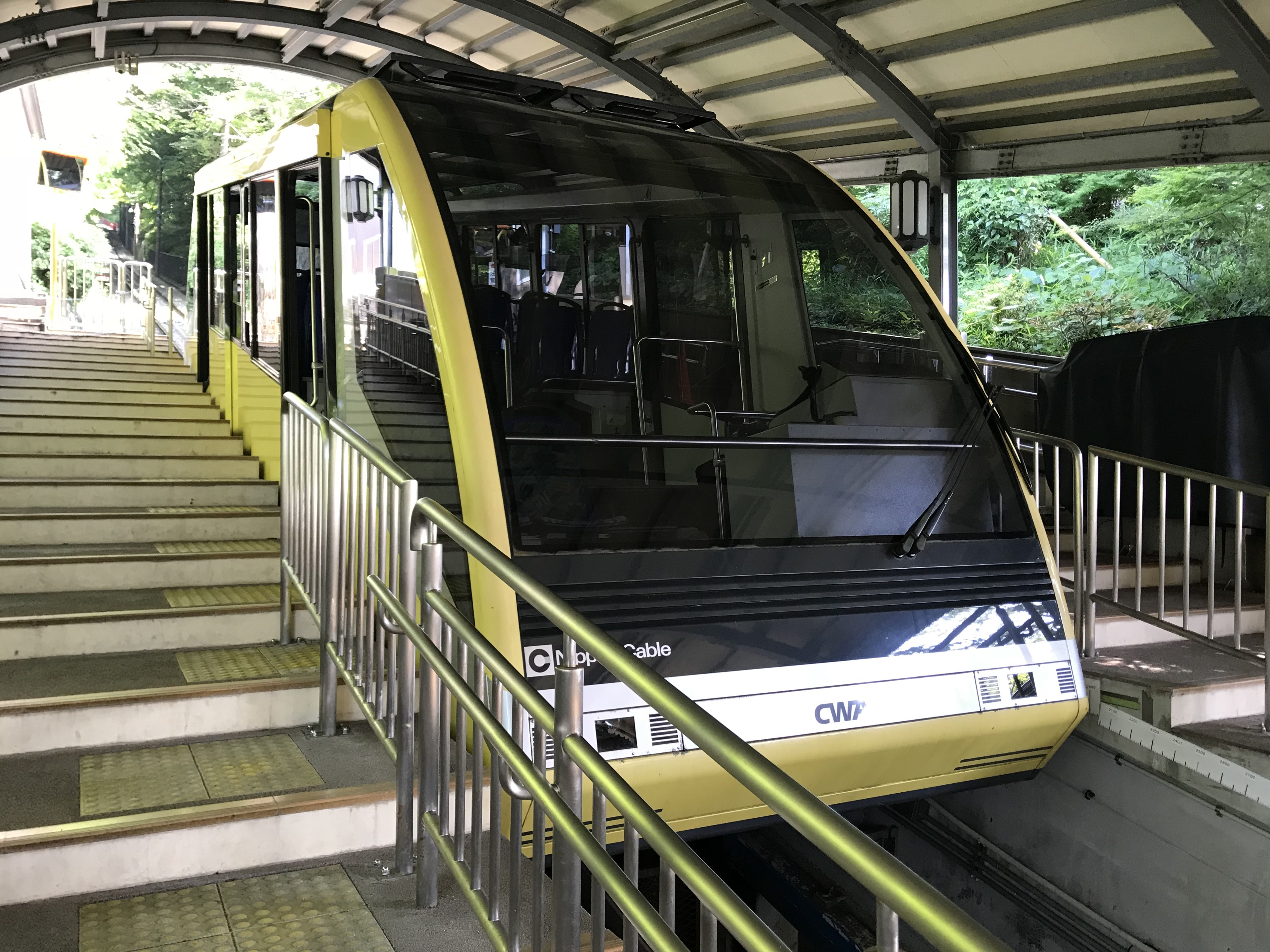
皿倉山ケーブルカー

鉄道事業法に基づかないもの

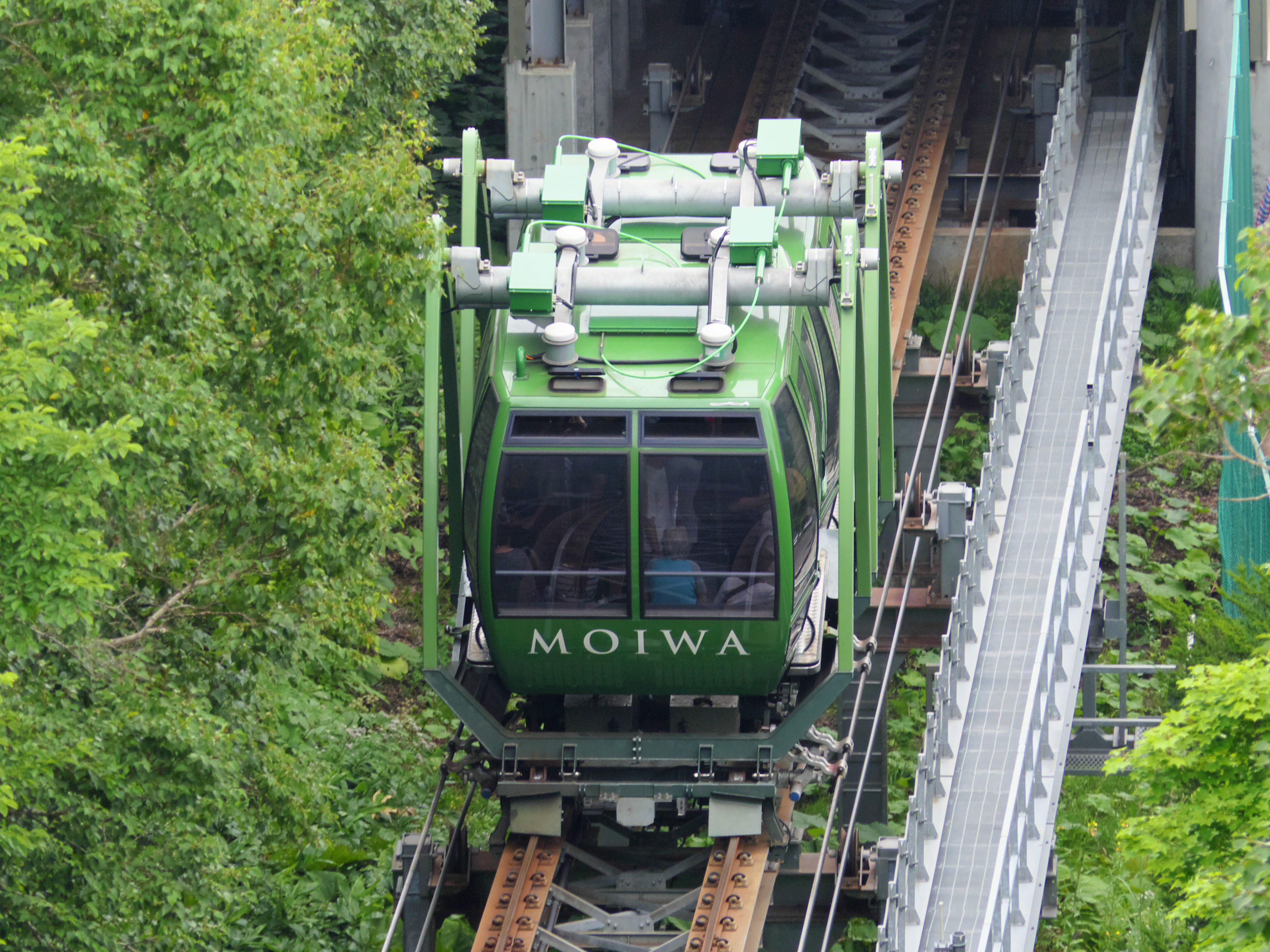
藻岩山のミニケーブルカー「もーりすカー」（札幌市中央区）
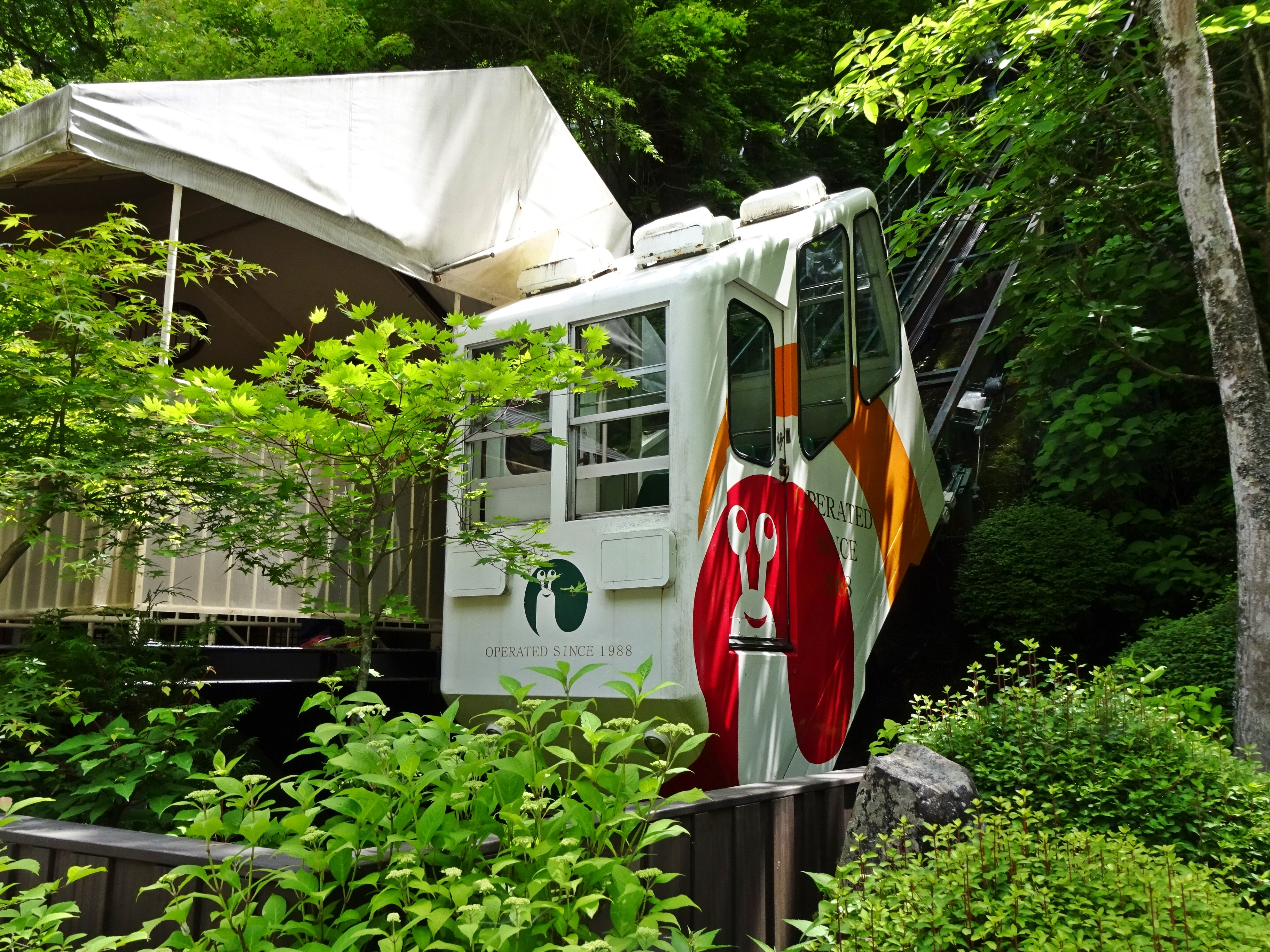
伊香保温泉「景風流の宿かのうや」所有のケーブルカー（渋川市伊香保町）
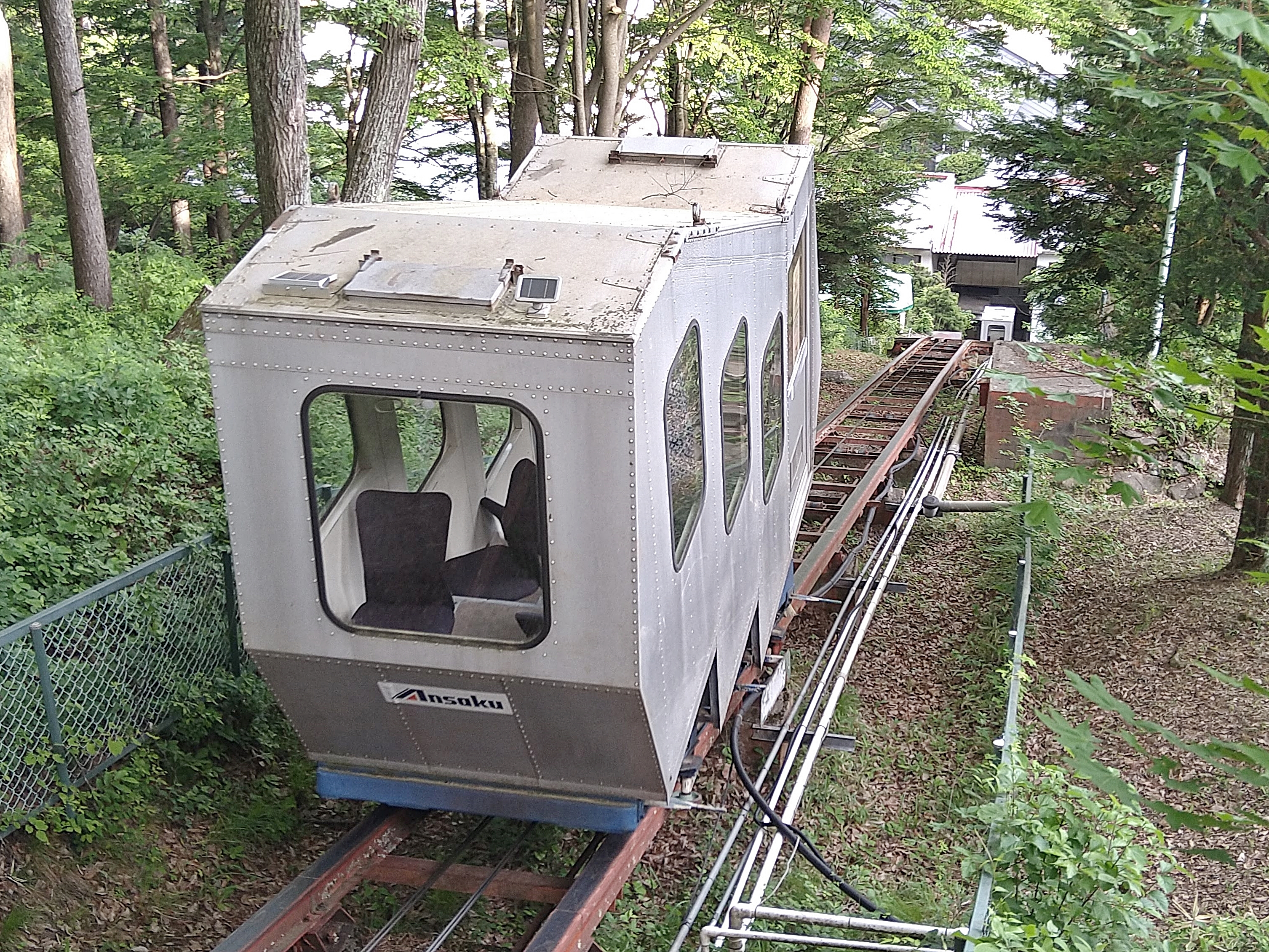
菱野温泉「常盤館」所有のケーブルカー（小諸市）
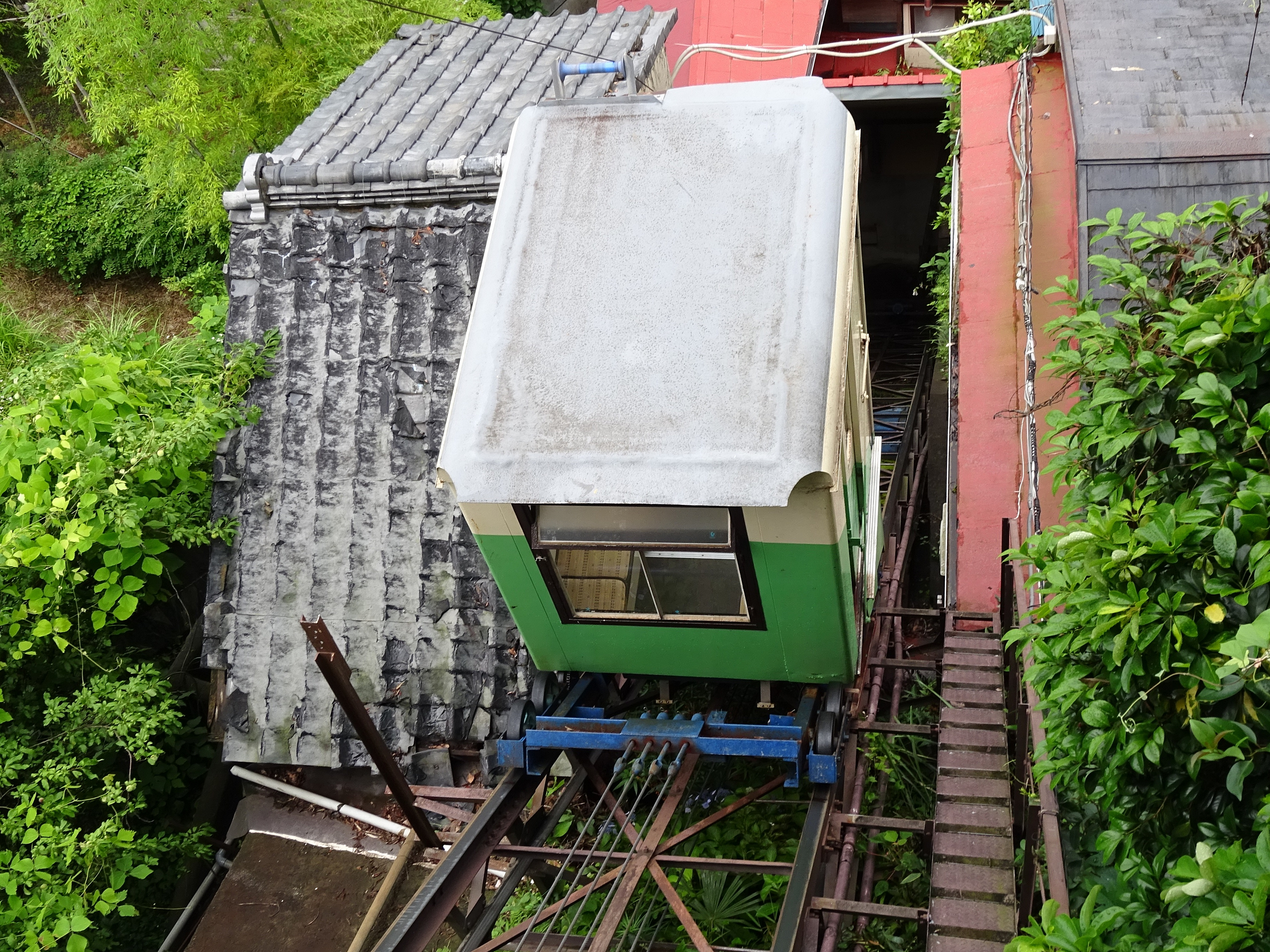
伊東温泉「陽気館」所有のケーブルカー（伊東市）
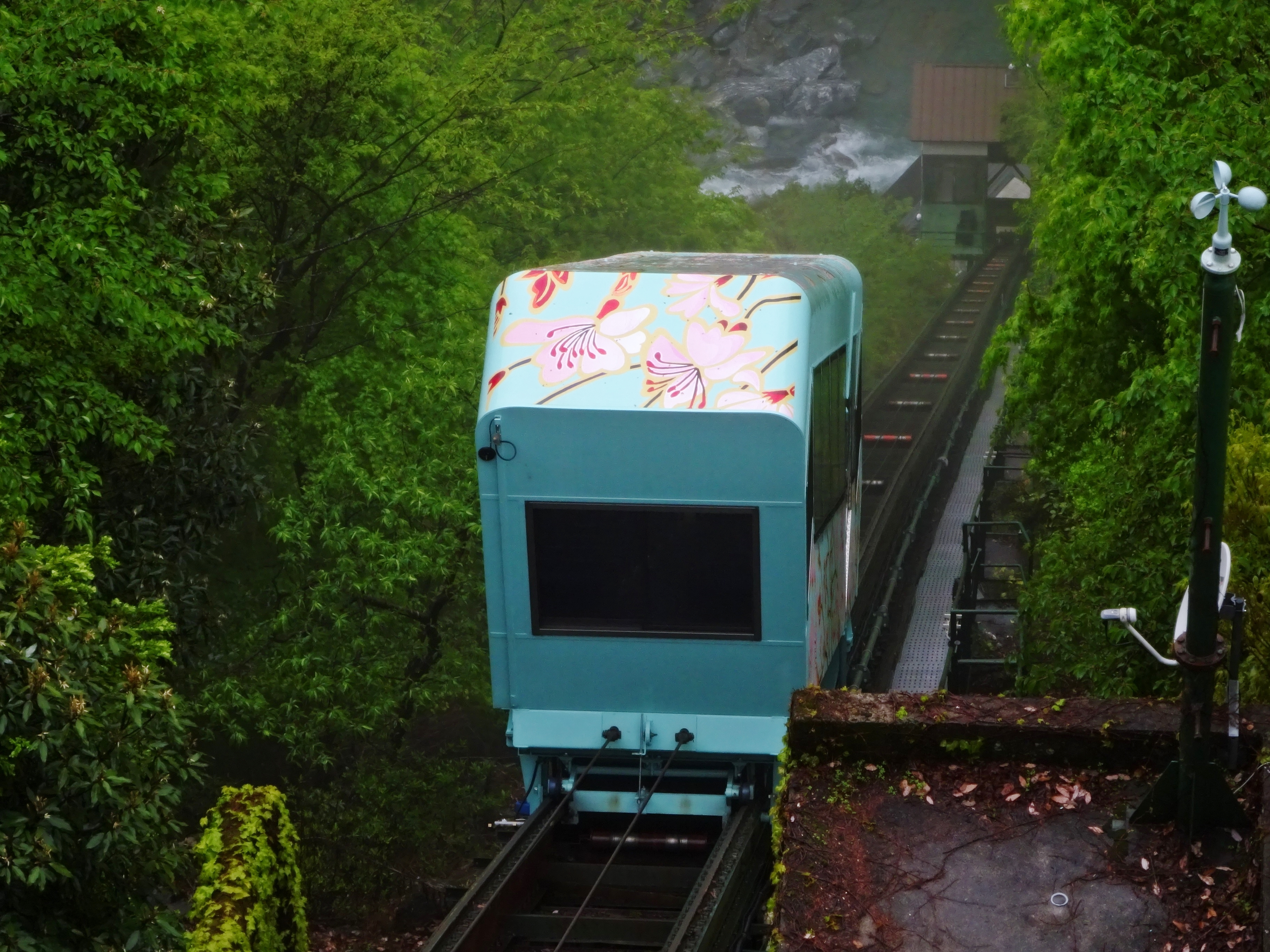
祖谷温泉「ホテル祖谷温泉」所有のケーブルカー（三好市）